# Frastanz
Frastanz  es una ciudad de mercado en el distrito de Feldkirch en el estado de Vorarlberg. Es conocida por la producción de tabaco.

## Geografía
Frastanz se localiza en la frontera oeste de Austria, a 510 m s. n. m. Tiene un área de 32.25 km². 61,2% son bosques.

## Historia
Frastanz estaba situada en un camino romano. Fue el sitio de la batalla de Frastanz en 1499.

## Política
El concejo local tiene 27 miembros. 15 escaños pertenecen al Partido Popular Austríaco, 8 al Partido Socialdemócrata de AustriaFy 4 alrPartido de la Libertad deastria. El alcalde es Walter Gohm.